# NGC 181
NGC 181 (ook wel PGC 2287, MCG 5-2-32 of ZWG 500.55) is een spiraalvormig sterrenstelsel in het sterrenbeeld Andromeda. NGC 181 staat op ongeveer 250 miljoen lichtjaar van de Aarde.
NGC 181 werd op 6 oktober 1883 ontdekt door de Franse astronoom Édouard Jean-Marie Stephan.

## Epsilon Andromedae
Vanaf de Aarde gezien bevindt NGC 181 zich, samen met NGC 183 en NGC 184, net ten noorden van de vrij heldere ster Epsilon Andromedae.